# Republican Girls 2012
Il Republican Girls 2012 è stato un torneo di tennis facente parte della categoria ITF Women's Circuit nell'ambito dell'ITF Women's Circuit 2012. Il torneo si è giocato a Istanbul in Turchia dal 29 ottobre al 4 novembre 2012 su campi in cemento indoor e aveva un montepremi di $25,000.

## Vincitori

### Singolare
Richèl Hogenkamp ha battuto in finale  Çağla Büyükakçay con il punteggio di 6–4, 6–3

### Doppio
Çağla Büyükakçay /  Pemra Özgen hanno battuto in finale  Nigina Abduraimova /  Ksenia Palkina con il punteggio di 6–2, 6–1